# 威廉·克羅爾
威廉·賈斯廷·克羅爾（英語：William Justin Kroll；1889年11月24日—1973年3月30日），原名紀堯姆·朱斯坦·克羅爾（法語：Guillaume Justin Kroll；移居美国前使用），盧森堡冶金學家。他最知名的貢獻莫過於在1940年發明的克羅爾法，克羅爾法是商業生產鈦的重要製程。

## 生平
1909年克羅爾從盧森堡的盧森堡中學畢業，1910年入柏林夏洛騰堡技術學院就讀冶金系並於1914年畢業。一戰期間的四年克羅爾在著名的霍夫曼教授（K. A. Hofmann，曾發明Hofmann-Sand Reaction）指導下完成博士論文。1918於德國工作，克羅爾發明一種效果不錯的鉛基軸承合金，將該合金以盧爾吉金屬（Lurgi metal）之名商業化，並取得多項冶金相關專利。1922年於奧地利，他開發出阿盧西爾與阿爾西亞（Alsia）兩款適用於鑄造鋁活塞的鋁矽合金。1923年，克羅爾回到盧森堡架設自己的私人實驗室。1929年，克羅爾對不鏽鋼加入少量的鈦，並以加熱的方式在不鏽鋼中析出碳化鈦顆粒作強化相，發明了析出硬化不鏽鋼。1930年代，他開始把研究精力專注在鈦及鈦合金上，在此之前，純鈦通常只是用於滿足科學家好奇心的實驗產物（雖說當時也有亨特法可以提煉產量稍大的純鈦了）。1938年，盧森堡贝雷尔当日的陶金工廠（Cerametal factory）進行史上第一次純鈦商品切削加工。1938年10月18日，威廉·克羅爾搭乘從瑟堡出發的瑪麗皇后號（SS Queen Mary）抵達紐約。他聯絡數家美國非鐵金屬廠商，並出示他的鈦金屬樣本，然而當時眾廠商都對鈦興趣缺缺。失望之餘，克羅爾悻悻然返回盧森堡。1940年，隨著納粹席捲歐洲，克羅爾決定再度前往美國。1940年2月10日，克羅爾跟著荷蘭人登上由鹿特丹出航的福伦丹号（SS Volendam），1940年2月22日又再次來到紐約。1940年5月10日，德軍入侵盧森堡並佔領該國四年之久。
1940年6月25日，美國專利及商標局以第2.205.854號核准1938年7月6日克羅爾法製造鈦及鈦合金的專利申請。1940年12月4日，克羅爾申請美國公民資格，此後在瀑布城美國聯合碳化物公司的研究部門從事顧問工程師的工作。1941年美國投入戰爭，正式對軸心國宣戰，克羅爾的專利被美國外國財產託管辦公室沒收，導致雙方長達七年的纏訟。雖然訴訟結果利於克羅爾，但是光訴訟費用就超過一百萬美金，使得賠償金根本了無幫助。美國政府和美國業界後來才逐漸察覺到鈦金屬的潛力。1944年，美國政府在圓石市成立鈦的研究中心，1948年杜邦公司開始採用克羅爾法商業生產鈦。與此同時，克羅爾把眼光轉向另一種金屬鋯。1945年，他成為美國內政部礦務局奥尔巴尼研究中心的冶金工程顧問。他上任後隔年1946年8月該研究中心就軋出第一條鋯條。1951年，克羅爾進入俄勒冈州立大学，成立了非營利的金屬研究基金會，處理對歐洲、美國獎學金業務。
克羅爾1961年重返歐洲後於1973年三月30日死於布魯塞爾。
克羅爾遺留美國的還包括成立於1974年戈爾登科羅拉多礦業學院的克羅爾提煉冶金學研究所：
“克羅爾提煉冶金學研究所（KIEM）成立於1974年，由世界知名的提煉冶金學家威廉·賈斯廷·克羅爾的遺產資助成立，他以他發明的鈦和鋯生產製程而聞名。克羅爾博士遺贈的財產旨在為科羅拉多礦業學院建立一個卓越的提煉冶金學中心。 自成立以來，克羅爾研究所向科羅拉多礦業學院的本科生和研究生提供了財政支持，其中許多研究生在國內及國際上對礦業，礦物，金屬和先進材料領域做出了重要貢獻。”

## 榮譽與獎項
克羅爾死後於2000年被引入美國發明家名人堂。

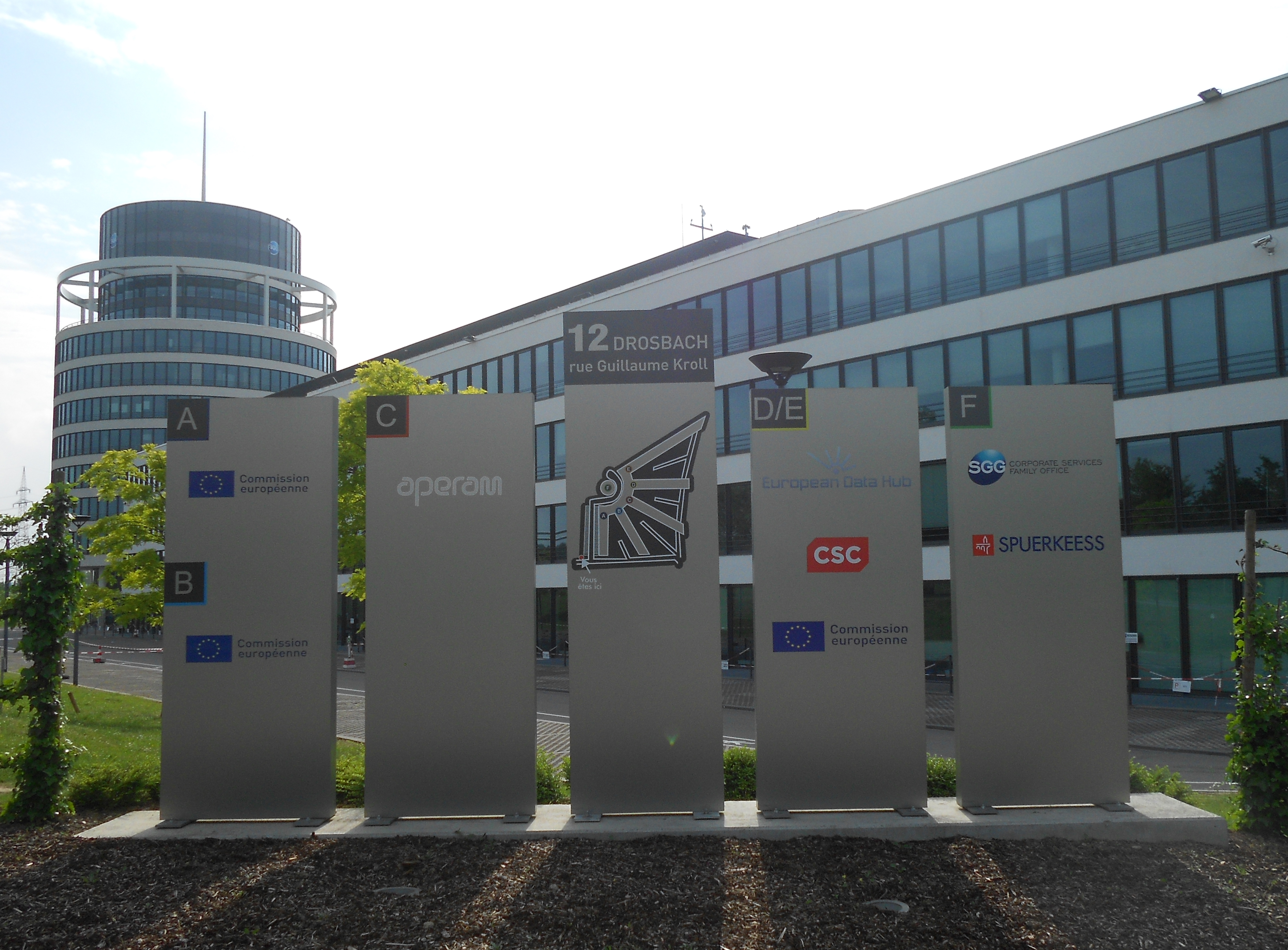
纪尧姆·克羅爾街（rue Guillaume Kroll）的德羅斯巴赫中心（Centre Drosbach）

克羅爾獲得的其他獎項還有1954年的富蘭克林獎章、1955年的阿尔贝·索弗尔成就奖、1958年的珀金獎章以及同年由電化學學會頒發的爱德华·古德里奇·艾奇逊奖。

## 外部連結
- Inventors Hall of Fame page